# Leucauge ditissima
Leucauge ditissima là một loài nhện trong họ Tetragnathidae.
Loài này thuộc chi Leucauge. Leucauge ditissima được miêu tả năm 1887 bởi Thorell.